# Mauro Bolognini
Mauro Bolognini (Pistoia, 28 giugno 1922 – Roma, 14 maggio 2001) è stato un regista e sceneggiatore italiano.
Era fratello di Manolo Bolognini.

## Biografia

### Carriera
Laureatosi architetto a Firenze, si diplomò in scenografia al Centro sperimentale di cinematografia di Roma, per poi orientarsi verso la regia come aiuto di Luigi Zampa e poi, in Francia, di Yves Allégret e Jean Delannoy. Iniziò l'attività registica segnalandosi tra il 1955 e il 1958 con veri e propri bozzetti di un tardo neorealismo: Gli innamorati (1955), Giovani mariti (1957).
L'incontro con Pier Paolo Pasolini sceneggiatore gli aprì la strada a maggiori ambizioni con film come La notte brava (1959), Il bell'Antonio (1960), La giornata balorda (1960), anche se l'impegno letterario si stemperò poi troppo spesso in gusto calligrafico con Senilità (1962), Agostino (1962), Bubù (1971), Per le antiche scale (1975), L'eredità Ferramonti (1976). All'atmosfera in costume e al clima pittorico toscano del suo film La viaccia (1961) si riallacciò nel 1970 con Metello, dove la struttura storico-sociale del romanzo di Vasco Pratolini gli consentì un'evocazione equilibrata e solida: la sua migliore.
Tra gli altri suoi film si ricordano: Imputazione di omicidio per uno studente (1972), Libera, amore mio! (1973), pellicola subito ritirata per problemi politici, Fatti di gente perbene (1974), La storia vera della signora dalle camelie (1981), La venexiana (1986), Mosca addio (1987) e La villa del venerdì (1991).
Bolognini si dedicò anche a varie regie liriche, fra le quali Norma di Bellini al Teatro alla Scala di Milano (scene di Mario Ceroli, 1972) e al Teatro Bol'šoj di Mosca (1975), La fanciulla del West di Puccini al Teatro dell'Opera di Roma e Aida al Teatro La Fenice di Venezia, con direttore Giuseppe Sinopoli al suo debutto (1978), Pollicino di Hans Werner Henze (1995) al Teatro Poliziano di Montepulciano.

### Morte

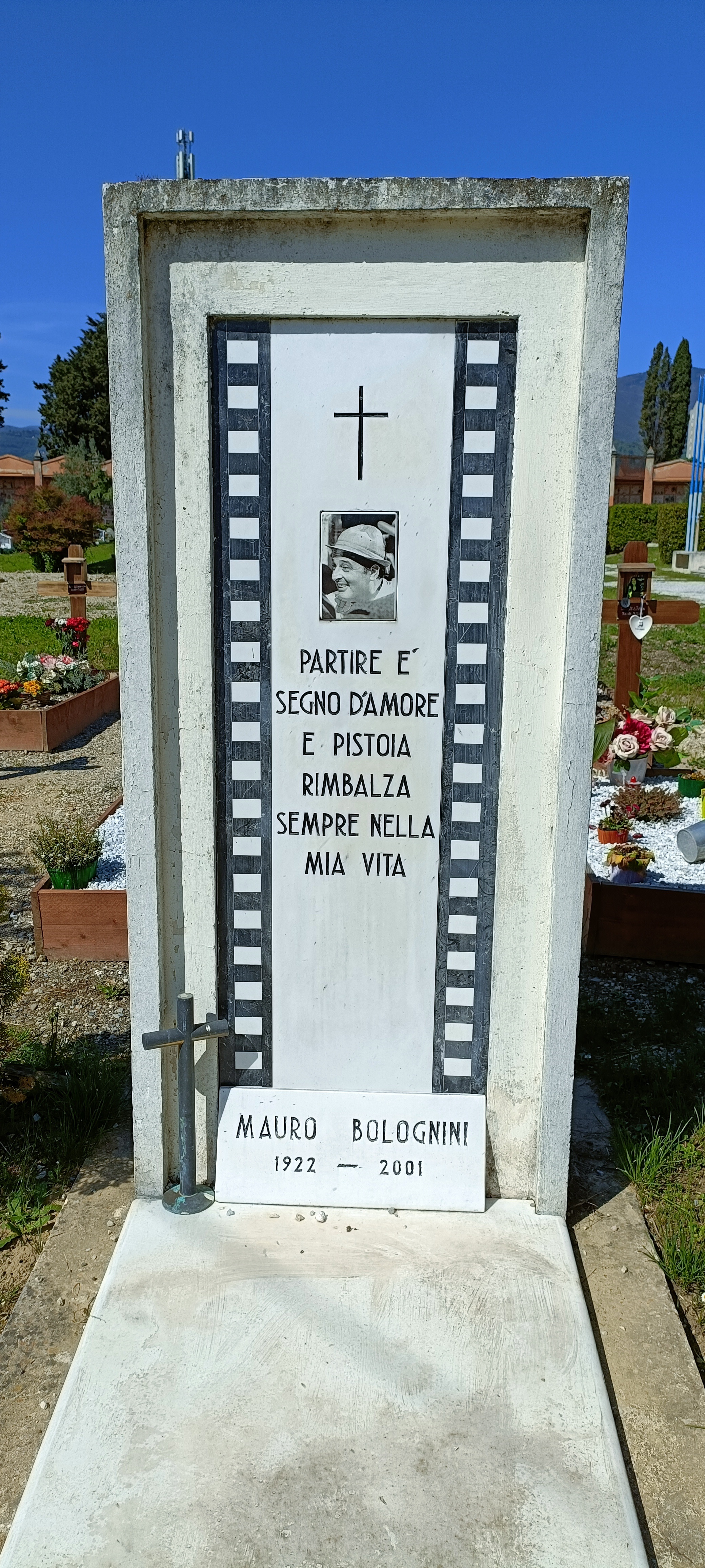
La tomba del regista presso il cimitero comunale di Pistoia

Mauro Bolognini morì per complicazioni della SLA nella sua abitazione a Roma il 14 maggio 2001 all'età di 78 anni. I funerali religiosi si sono celebrati il 16 maggio nella basilica di Santa Maria in Montesanto, nota come la Chiesa degli artisti a piazza del Popolo, alla presenza dei familiari e di tantissimi volti del cinema italiano; successivamente è stato tumulato nel cimitero comunale di Pistoia.

## Filmografia

Mauro Bolognini e Rosanna Schiaffino sul set di La notte brava (1959)

### Regista

#### Cinema
- Ci troviamo in galleria (1953)
- I cavalieri della regina (1954)
- La vena d'oro (1955)
- Gli innamorati (1955)
- Guardia, guardia scelta, brigadiere e maresciallo (1956)
- Marisa la civetta (1957)
- Giovani mariti (1958)
- Arrangiatevi (1959)
- La notte brava (1959)
- Il bell'Antonio (1960)
- La giornata balorda (1960)
- La viaccia (1961)
- Senilità (1962)
- Agostino (1962)
- La corruzione (1963)
- La donna è una cosa meravigliosa, episodi: Una donna dolce, dolce e La balena bianca (1964)
- La mia signora, episodi: I miei cari e Luciana (1964)
- Le bambole, episodio Monsignor Cupido (1965)
- I tre volti, episodio Gli amanti celebri (1965)
- Madamigella di Maupin (1966)
- Le fate, episodio Fata Elena (1966)
- Le streghe, episodio Senso civico (1967)
- L'amore attraverso i secoli, episodio Notti romane (1967)
- Arabella (1967)
- Capriccio all'italiana, episodi: Perché? e La gelosia (1968)
- Un bellissimo novembre (1969)
- L'assoluto naturale (1969)
- Metello (1970)
- Bubù (1971)
- Imputazione di omicidio per uno studente (1972)
- Fatti di gente perbene (1974)
- Libera, amore mio! (1975)
- Per le antiche scale (1975)
- L'eredità Ferramonti (1976)
- Gran bollito (1977)
- Dove vai in vacanza?, episodio Sarò tutta per te (1978)
- La storia vera della signora dalle camelie (1981)
- La venexiana (1986)
- Mosca addio (1987)
- 12 registi per 12 città, documentario, episodio Palermo (1989)
- La villa del venerdì (1991)

#### Televisione
- I tre moschettieri – serie TV (1956)
- La certosa di Parma, regia di Mauro Bolognini – miniserie TV (1982)
- Gli indifferenti, regia di Mauro Bolognini – miniserie TV (1988)
- La famiglia Ricordi, regia di Mauro Bolognini – miniserie TV (1995)

### Aiuto regista
- Anni difficili, regia di Luigi Zampa (1948)
- Campane a martello, regia di Luigi Zampa (1949)
- Cuori senza frontiere, regia di Luigi Zampa (1950)
- È più facile che un cammello..., regia di Luigi Zampa (1950)
- Signori, in carrozza!, regia di Luigi Zampa (1951)
- Naso di cuoio - Gentiluomo d'amore (Nez de cuir), regia di Yves Allégret (1952)
- Processo alla città, regia di Luigi Zampa (1952)
- L'ora della verità (La minute de vérité), regia di Jean Delannoy (1952)
- Ho scelto l'amore, regia di Mario Zampi (1953)
- Lasciateci in pace, regia di Marino Girolami (1953)

## Riconoscimenti
- David di Donatello
  - 1999 – David speciale alla carriera

- Pardo d'oro
  - 1960 – Vela d'oro per Il bell'Antonio

## Omaggi
- Al regista è stato intitolato un teatro, il Teatro Mauro Bolognini, a Pistoia, sua città natale.

## Curiosità
- Fu candidato con la Federazione dei Verdi alle elezioni politiche del 1996, nella quota proporzionale della camera, non risultando però eletto.